# ژائو لینا
ژائو لینا (انگلیسی: Zhao Lina؛ زادهٔ ۱۸ سپتامبر ۱۹۹۱) بازیکن فوتبال اهل چین است.

وی همچنین در تیم ملی فوتبال زنان چین بازی کرده‌است.